# Беккер, Фриц
Фриц Беккер (нем. Fritz Becker, 7 марта 1892 — 1 июня 1967) — немецкий военачальник, генерал-лейтенант вермахта, командующий несколькими пехотными дивизиями и танковыми корпусами во время Второй мировой войны. Кавалер Рыцарского креста Железного креста, высшего ордена нацистской Германии. Взят в плен войсками Великобритании в апреле 1945 года. Освобождён из плена в 1948 году.

## Награды
- Железный крест (1914) 2-го класса (сентябрь 1914)
- Железный крест (1914) 1-го класса (29 октября 1916)
- Нагрудный знак «За ранение» (1918) в чёрном
- Почётный крест Первой мировой войны 1914/1918 с мечами (13 декабря 1934)
- Железный крест (1939) 2-го класса (24 мая 1940)
- Железный крест (1939) 1-го класса (3 июня 1940)
- Медаль «За зимнюю кампанию на Востоке 1941/42» (3 сентября 1942)
- Нагрудный штурмовой пехотный знак в бронзе (24 ноября 1941)
- Немецкий крест в золоте (22 ноября 1941)
- Рыцарский крест Железного креста (6 апреля 1943)